# La Envía
La Envía es una localidad española perteneciente al municipio de Vícar, ubicado en la provincia de Almería, en la comunidad autónoma de Andalucía. Se encuentra a 15 kilómetros de Almería en las estribaciones de la Sierra de Gádor.

## Geografía física
Ubicada al norte de la A-7, se encuentra a medio camino entre Aguadulce que se encuentra al sur; Felix y Enix, encontrándose entre 4 y 5 kilómetros de estas localidades; y la villa de Vícar al oeste. 
Está formado por una serie de chalets, dúplex y apartamentos rodeando el campo de golf.

## Historia
En 1993 se inauguró el campo de golf y se comenzó a construir la urbanización. Desde entonces, la localidad ha experimentado un crecimiento constante. En 2004, se construyó un hotel de 5 estrellas y 127 habitaciones junto al campo de golf, siendo el primero de la provincia de estas características. En 2022, se aprobó en pleno la segregación administrativa de la localidad de La Gangosa, pasando a ser una entidad singular de población.

## Demografía
| Gráfica de evolución demográfica de La Envía entre 2000 y 2023     |
|                                                                    |
| Población de derecho (2000-2023) según el padrón municipal del INE |

## Comunicaciones

### Carreteras
Se accede a través de la carretera autonómica A-391, que une los municipios de Alicún y Roquetas de Mar, atraveseando la sierra de Gádor. La autovía del Mediterráneo se encuentra a escasos 2 kilómetros (salida «Roquetas de Mar» en kilómetro 800).

### Autobús
El Consorcio de Transporte Metropolitano del Área de Almería en su línea "Parador-Felix" presta servicio en la localidad. Cuenta con dos servicios diarios de lunes a viernes.

## Servicios Públicos

### Educación
Junto a la localidad hay dos colegios privados bilingües de educación segregada por sexos de los Centros familiares de enseñanza conocido con el nombre de Attendis: Saladares y Altaduna. En mayo de 2022, el Ayuntamiento de Vícar cede suelo para la construcción de un colegio de titularidad pública en la localidad.

### Sanidad
La localidad dispone de un consultorio auxiliar que presta servicios de consulta los martes y jueves. Está adscrito al Distrito Poniente de Almería y su hospital de referencia es el Hospital de Poniente-El Ejido.

## Cultura

### Entidades culturales
Existe una biblioteca municipal abierta de lunes a viernes en horario de mañana.

## Deporte
Cuenta con un campo de golf de 18 hoyos, ubicado entre cerros para protegerlo del viento. Está poblado con especies autóctonas y cuenta con un recorrido de 5.700 metros.
En 2018 se inaugura una pista de pádel y una pista de fútbol sala de hierba.